# Подбрег (Випава)
Подбрег (словен. Podbreg, итал. Piediriva) је насељено место у општини Випава, Горишка регија, Словенија.

## Историја
До територијалне реорганизације у Словенији био је у саставу старе општине Ајдовшчина.

## Становништво
У попису становништва из 2011. године, Подбрег је имао 110 становника.
| Број становника према пописима | Број становника према пописима | Број становника према пописима |
| ------------------------------ | ------------------------------ | ------------------------------ |
| 1991                           | 2002                           | 2011                           |
| 106                            | 94                             | 110                            |

Напомена: Године 1988. смањен за део насеља који је проглашен за ново самостално насеље Храшче.